# E-Prix di Monaco 2023
L'E-Prix di Monaco 2023 è stato il 9° appuntamento del Campionato mondiale di Formula E 2023-2024 e si è svolto il 6 maggio, sul circuito di Monaco utilizzato per la prima volta nella sua interezza nella storia della categoria.

## Prove libere
| Pos.           | Pilota             | Squadra             | Tempo          | Distacco       |
| Prove libere 1 | Prove libere 1     | Prove libere 1      | Prove libere 1 | Prove libere 1 |
| -------------- | ------------------ | ------------------- | -------------- | -------------- |
| 1              | Mitch Evans        | Jaguar TCS Racing   | 1:30.361       |                |
| 2              | Stoffel Vandoorne  | DS Penske           | 1:30.487       | +0.126         |
| 3              | Maximilian Günther | Maserati MSG Racing | 1:30.630       | +0.269         |
| Prove libere 2 |                    |                     |                |                |
| 1              | Maximilian Günther | Maserati MSG Racing | 1:29.269       |                |
| 2              | Mitch Evans        | Jaguar TCS Racing   | 1:29.276       | +0.007         |
| 3              | Jake Dennis        | Avalanche Andretti  | 1:29.413       | +0.144         |

## Qualifiche
| Gruppo A | Gruppo A | Gruppo A          | Gruppo A                 | Gruppo A  |
| Pos.     | No.      | Pilota            | Squadra                  | Qualifica |
| -------- | -------- | ----------------- | ------------------------ | --------- |
| 1        | 17       | Norman Nato       | Nissan-e.dams            | 1:30.138  |
| 2        | 23       | Sacha Fenestraz   | Nissan-e.dams            | 1:30.149  |
| 3        | 33       | Dan Ticktum       | NIO 333 Racing           | 1:30.156  |
| 4        | 9        | Mitch Evans       | Jaguar TCS Racing        | 1:30.285  |
| 5        | 36       | André Lotterer    | Avalanche Andretti       | 1:30.332  |
| 6        | 94       | Pascal Wehrlein   | Porsche Formula E Team   | 1:30.481  |
| 7        | 58       | René Rast         | McLaren                  | 1:30.613  |
| 8        | 10       | Sam Bird          | Jaguar TCS Racing        | 1:30.645  |
| 9        | 4        | Robin Frijns      | ABT Cupra Formula E Team | 1:30.937  |
| 10       | 25       | Jean-Éric Vergne  | DS Penske                |           |
| 11       | 2        | Stoffel Vandoorne | DS Penske                |           |

| Gruppo B | Gruppo B | Gruppo B               | Gruppo B                 | Gruppo B  |
| Pos.     | No.      | Pilota                 | Squadra                  | Qualifica |
| -------- | -------- | ---------------------- | ------------------------ | --------- |
| 1        | 7        | Maximilian Günther     | Maserati MSG Racing      | 1:30.175  |
| 2        | 5        | Jake Hughes            | McLaren                  | 1:30.179  |
| 3        | 48       | Edoardo Mortara        | Maserati MSG Racing      | 1:30.241  |
| 4        | 3        | Sérgio Sette Câmara    | NIO 333 Racing           | 1:30.270  |
| 5        | 37       | Nick Cassidy           | Jaguar TCS Racing        | 1:30.427  |
| 6        | 27       | Jake Dennis            | Avalanche Andretti       | 1:30.548  |
| 7        | 8        | Oliver Rowland         | Mahindra Racing          | 1:30.555  |
| 8        | 16       | Sébastien Buemi        | Envision Racing          | 1:30.570  |
| 9        | 51       | Nico Müller            | ABT Cupra Formula E Team | 1:30.610  |
| 10       | 13       | António Félix da Costa | Porsche Formula E Team   | 1:30.675  |
| 11       | 11       | Lucas Di Grassi        | Mahindra Racing          | 1:30.821  |

|  | Quarti di finale | Quarti di finale | Quarti di finale |     |          | Semifinale | Semifinale | Semifinale |  |  | Finale | Finale | Finale |  |
|  |                  |                  |                  |     |          |            |            |            |  |  |        |        |        |  |
|  | FEN              | FEN              | 1:29.031         |     |          |            |            |            |  |  |        |        |        |  |
|  | FEN              | FEN              | 1:29.031         |     |          |            |            |            |  |  |        |        |        |  |
|  | TIC              | TIC              | 1:29.326         |     |          |            |            |            |  |  |        |        |        |  |
|  | TIC              | TIC              | 1:29.326         |     | FEN      | FEN        | 1:28.777   |            |  |  |        |        |        |  |
|  |                  |                  |                  |     | FEN      | FEN        | 1:28.777   |            |  |  |        |        |        |  |
|  |                  |                  | NAT              | NAT | 1:29-240 |            |            |            |  |  |        |        |        |  |
|  | NAT              | NAT              | NAT              | NAT | 1:29-240 | 1:29.113   |            |            |  |  |        |        |        |  |
|  | NAT              | NAT              |                  |     |          |            |            |            |  |  |        |        |        |  |
|  | EVA              | EVA              | 1:29.237         |     |          |            |            |            |  |  |        |        |        |  |
|  | EVA              | EVA              | 1:29.237         |     | HUG      | HUG        | -:--.---   |            |  |  |        |        |        |  |
|  |                  |                  |                  |     |          |            |            |            |  |  |        |        |        |  |
|  |                  |                  | FEN              | FEN | -:--.--- |            |            |            |  |  |        |        |        |  |
|  | HUG              | HUG              | FEN              | FEN | -:--.--- | 1:29.082   |            |            |  |  |        |        |        |  |
|  | HUG              | HUG              |                  |     |          |            |            |            |  |  |        |        |        |  |
|  | MOR              | MOR              | 1:29.484         |     |          |            |            |            |  |  |        |        |        |  |
|  | MOR              | MOR              | 1:29.484         |     | HUG      | HUG        | 1:28.942   |            |  |  |        |        |        |  |
|  |                  |                  |                  |     | HUG      | HUG        | 1:28.942   |            |  |  |        |        |        |  |
|  |                  |                  | GUT              | GUT | 1:29.450 |            |            |            |  |  |        |        |        |  |
|  | GUT              | GUT              | GUT              | GUT | 1:29.450 | 1:29.636   |            |            |  |  |        |        |        |  |
|  | GUT              | GUT              |                  |     |          |            |            |            |  |  |        |        |        |  |
|  | CAM              | CAM              | -:--.---         |     |          |            |            |            |  |  |        |        |        |  |

| Risultati qualifica | Risultati qualifica | Risultati qualifica    | Risultati qualifica      | Risultati qualifica | Risultati qualifica | Risultati qualifica | Risultati qualifica | Risultati qualifica |
| Pos.                | No.                 | Pilota                 | Squadra                  | Gruppi              | Quarti              | Semifinali          | Finale              | Griglia             |
| ------------------- | ------------------- | ---------------------- | ------------------------ | ------------------- | ------------------- | ------------------- | ------------------- | ------------------- |
| 1                   | 5                   | Jake Hughes            | McLaren                  | 1:30.179            | 1:29.082            | 1:28.942            | -:--.---            | 1                   |
| 2                   | 23                  | Sacha Fenestraz        | Nissan Formula E Team    | 1:30.149            | 1:29.031            | 1.28.777            | -:--.---            | 2                   |
| 3                   | 17                  | Norman Nato            | Nissan Formula E Team    | 1:30.138            | 1:29.113            | 1:29.236            |                     | 3                   |
| 4                   | 10                  | Maximilian Günther     | Maserati MSG Racing      | 1:30.175            | 1:29.636            | 1:29.450            |                     | 4                   |
| 5                   | 33                  | Dan Ticktum            | NIO Formula E Team       | 1:30.156            | 1:29.326            |                     |                     | 5                   |
| 6                   | 9                   | Mitch Evans            | Jaguar TCS Racing        | 1:30.285            | 1:29.350            |                     |                     | 6                   |
| 7                   | 48                  | Edoardo Mortara        | Maserati MSG Racing      | 1:30.241            | 1:29.484            |                     |                     | 7                   |
| 8                   | 3                   | Sérgio Sette Câmara    | NIO Formula E Team       | 1:30.270            | -:--.---            |                     |                     | 8                   |
| 9                   | 37                  | Nick Cassidy           | Envision Racing          | 1:30.427            |                     |                     |                     | 9                   |
| 10                  | 36                  | André Lotterer         | Avalanche Andretti       | 1:30.332            |                     |                     |                     | 10                  |
| 11                  | 27                  | Jake Dennis            | Avalanche Andretti       | 1:30.548            |                     |                     |                     | 11                  |
| 12                  | 94                  | Pascal Wehrlein        | Porsche Formula E Team   | 1:30.481            |                     |                     |                     | 12                  |
| 13                  | 8                   | Oliver Rowland         | Mahindra Racing          | 1:30.555            |                     |                     |                     | 13                  |
| 14                  | 58                  | René Rast              | McLaren                  | 1:30.613            |                     |                     |                     | 14                  |
| 15                  | 16                  | Sébastien Buemi        | Envision Racing          | 1:30.570            |                     |                     |                     | 15                  |
| 16                  | 2                   | Sam Bird               | Jaguar TCS Racing        | 1:30.645            |                     |                     |                     | 16                  |
| 17                  | 51                  | Nico Müller            | ABT Cupra Formula E Team | 1:30.610            |                     |                     |                     | 17                  |
| 18                  | 4                   | Robin Frijns           | ABT Cupra Formula E Team | 1:30.937            |                     |                     |                     | 18                  |
| 19                  | 13                  | António Félix da Costa | Porsche Formula E Team   | 1:30.675            |                     |                     |                     | 19                  |
| 20                  | 11                  | Lucas di Grassi        | Mahindra Racing          | 1:30.821            |                     |                     |                     | 20                  |
| 21                  | 25                  | Stoffel Vandoorne      | DS Penske                | -:--.---            |                     |                     |                     | 21                  |
| 22                  | 25                  | Jean-Éric Vergne       | DS Penske                | -:--.---            |                     |                     |                     | 22                  |

## Gara
| Pos. | No. | Pilota                 | Squadra                  | Giri | Tempo/Ritiro | Griglia | Punti |
| ---- | --- | ---------------------- | ------------------------ | ---- | ------------ | ------- | ----- |
| 1    | 37  | Nick Cassidy           | Envision Racing          | 29   | 50:23.842    | 9       | 25    |
| 2    | 9   | Mitch Evans            | Jaguar Racing            | 29   | +0.390       | 6       | 18    |
| 3    | 27  | Jake Dennis            | Avalanche Andretti       | 29   | +1.017       | 11      | 15+1  |
| 4    | 23  | Sacha Fenestraz        | Nissan Formula E Team    | 29   | +2.148       | 2       | 12    |
| 5    | 5   | Jake Hughes            | 'McLaren                 | 29   | +2.788       | 1       | 10+3  |
| 6    | 33  | Dan Ticktum            | NIO Formula E Team       | 29   | +3.368       | 5       | 8     |
| 7    | 25  | Jean-Éric Vergne       | DS Penske                | 29   | +4.374       | 22      | 6     |
| 8    | 16  | Sébastien Buemi        | Envision Racing          | 29   | +4.783       | 15      | 4     |
| 9    | 1   | Stoffel Vandoorne      | DS Penske                | 29   | +5.394       | 21      | 2     |
| 10   | 94  | Pascal Wehrlein        | Porsche Formula E Team'  | 29   | +6.705       | 12      | 1     |
| 11   | 48  | Edoardo Mortara        | Maserati MSG Racing      | 29   | +7.624       | 7       |       |
| 12   | 11  | Lucas di Grassi        | Mahindra Racing          | 29   | +8.576       | 20      |       |
| 13   | 4   | Robin Frijns           | ABT Cupra Formula E Team | 29   | +9.620       | 18      |       |
| 14   | 3   | Sérgio Sette Câmara    | NIO Formula E Team       | 29   | +10.684      | 8       |       |
| 15   | 13  | António Félix da Costa | Porsche Formula E Team   | 29   | +11.141      | 19      |       |
| 16   | 10  | Sam Bird               | Jaguar TCS Racing        | 29   | +11.469      | 16      |       |
| 17   | 58  | René Rast              | McLaren                  | 29   | +12.295      | 14      |       |
| 18   | 17  | Norman Nato            | Nissan Formula E Team    | 29   | +13.423      | 3       |       |
| Rit  | 51  | Nico Müller            | ABT Cupra Formula E Team | 27   | incidente    | 17      |       |
| Rit  | 7   | Maximilian Günther     | Maserati MSG Racing      | 21   | incidente    | 4       |       |
| Rit  | 8   | Oliver Rowland         | Mahindra Racing          | 18   | incidente    | 13      |       |
| Rit  | 36  | André Lotterer         | Avalanche Andretti       | 1    | incidente    | 10      |       |

## Classifiche
Le classifiche dopo la gara.
Classifica Piloti
|   | Pos | Pilota           | Punti |
| - | --- | ---------------- | ----- |
| 1 | 1   | Nick Cassidy     | 121   |
| 1 | 2   | Pascal Wehrlein  | 101   |
| 1 | 3   | Jake Dennis      | 96    |
| 1 | 4   | Mitch Evans      | 94    |
| 2 | 5   | Jean-Éric Vergne | 87    |

Classifica squadre
|   | Pos | Constructor      | Points |
| - | --- | ---------------- | ------ |
| 1 | 1   | Envision-Jaguar  | 182    |
| 1 | 2   | Porsche          | 169    |
|   | 3   | Jaguar           | 156    |
| 1 | 4   | Andretti-Porsche | 119    |
| 1 | 5   | DS Penske        | 115    |